# Clase Somorrostro
La Clase Somorrostro fue una serie de diez cañoneros fluviales de la Armada Española construidos en Francia con el fin de apoyar las operaciones del ejército sobre las zonas situadas en las riberas de los ríos Bidasoa, Ebro y Nervión en poder de las tropas carlistas durante la tercera guerra carlista.

## Los buques
El casco era de hierro, y no tenían más arboladura que una asta para hacer señales. La máquina tenía una potencia de 20 CV, era de alta y baja presión, y podía desarrollar 80 CV efectivos. Podían almacenar provisión de carbón para 7 días, y eran propulsados por una sola hélice.
Su prominente espolón servía principalmente de cámara de aire que contribuía a soportar el peso de la torreta y su artillería, y en caso de necesidad se podía lastrar con agua y para ayudar la puntería por depresión. La torreta estaba blindada con una plancha de acero, y giraba por medios manuales mediante la fuerza de dos hombres, la caseta del timonel era igualmente blindada contra los proyectiles de fusil. Su obra muerta se podía abatir por medio de bisagras, formando un reducto protector para la marinería.

## Construcción y entrega
El 23 de septiembre de 1874 se contrató la construcción en los astilleros Forges et Chantiers de la Méditerrenée en La Seyne-sur-Mer cerca de Tolón (Francia) de diez pequeños cañoneros de tan solo 86 toneladas, pero fuertemente armados con dos cañones de ánima rayada de 120 mm, emplazados en una torreta blindada giratoria a proa, similar a un pequeño monitor.
Las obras se llevaron a cabo, en apenas tres meses, el 17 de diciembre, se entregaba el primero, bautizado como Somorrostro, recibiendo los nueve restantes, de acuerdo con el orden en que se construyeron, los nombres de Ebro, Bidasoa, Teruel, Nervión, Toledo, Tajo, Arlanza, Turia y Segura.

### Lista de barcos
- Clase Somorrostro (10)[2]
  - Somorrostro (1875- ), transformado en aljibe en 1892.
  - Ebro (1875-1896)
  - Bidasoa (1875-1900)
  - Teruel (1875-1896)
  - Nervión (1875-1896)
  - Toledo (1875-1900)
  - Tajo (1875-1895)
  - Arlanza (1875-1928), transformado en aljibe en 1899.
  - Turia  (1875-1878)
  - Segura (1875-1900)[3]

## Entrada en servicio
Tras la entrega por el astillero francés de los cañoneros Somorrostro, Ebro, Bidasoa, Teruel, Nervión y Toledo, éstos pasarían a operar con las Fuerzas Navales del Ebro defendiendo su desembocadura, mientras que los cuatro restantes, Tajo, Arlanza, Turia y Segura, se destinaron al Cantábrico, a las Fuerzas Navales del Norte, para la defensa de los ríos Nervión y Bidasoa. 
En el caso de estos últimos, para evitar los problemas inherentes a la larga travesía desde Tolón y dada la urgencia de su empleo, alcanzaron las aguas del Cantábrico pasando a través del sistema francés de canales navegables del sur (Canal del Mediodía).

## Tras la tercera guerra carlista
Terminada la guerra carlista, y con ella la función tan específica para la que habían sido diseñados, estos pequeños cañoneros se diseminaron por todo el litoral español, prestando servicios como guardacostas, dependientes de las comandancias de Marina
El primero en desaparecer fue el Turia, varado el 4 de junio de 1878 en La Guardia, en la desembocadura del río Miño, sin que hubiese víctimas. Este mismo buque, se había hundido con anterioridad en Vigo, el 12 de noviembre de 1877, por abordaje del mercante portugués Julia durante un fuerte temporal, fue reflotado en diciembre y reparado en Ferrol. 
El Tajo, naufragó el 29 de mayo de 1895 cerca de Pasajes con la única baja del marinero Enrique Lago, que murió ahogado al no saber nadar.
En 1896 fueron dados de baja el Arlanza, Ebro, Nervión y Teruel. 
El Segura fue vendido en 1898 y excluidos por inútiles el Bidasoa y el Toledo igualmente después de la guerra hispano-estadounidense.
Los más longevos de la serie fueron el Somorrostro, que fue desarmado en 1885 y transformado en el Arsenal de la Carraca en 1892 en aljibe para el Departamento de Cádiz, y el Arlanza, también reconvertido de la misma forma a finales del siglo XIX, prestando servicio en Cartagena hasta su desguace en 1928.
Las máquinas del Turia y del Somorrostro, se usaron para la construcción del cañonero Mac-Mahón.